# 白沙瓦酒店爆炸事件
白沙瓦酒店爆炸事件於2009年6月9日在巴基斯坦的白沙瓦市內的珍珠大陸酒店（Pearl-Continental Hotel）發生的一宗自殺式炸彈襲擊事件，造成11人死亡和多人受傷。
當地政府懷疑是塔利班所為，事件仍在調查當中。

## 資料來源
1. ↑  法新社：再傳自殺攻擊　巴基斯坦5星飯店11人喪生 的存檔，存档日期2009-06-17.
2. ↑  .   [2009-07-08]. （原始内容存档于2009-06-16）.
3. ↑  .   [2009-07-08]. （原始内容存档于2009-06-14）.
4. ↑  星島日報：巴基斯坦酒店爆自殺彈增至15死[]
5. ↑  星島日報：赴巴基斯坦市民留意當地局勢[]
6. ↑  .   [2009-07-08]. （原始内容存档于2009-06-13）.

## 外部連結
- 香港政府新聞網：前赴巴基斯坦的市民應密切留意當地的局勢 （页面存档备份，存于） 2009年6月10日